# 2012年のグランドチャンピオンシップ (独立リーグ)
2012年のグランドチャンピオンシップ（2012ねんのグランドチャンピオンシップ）は、2012年10月20日から10月27日に、四国アイランドリーグplus優勝チームの香川オリーブガイナーズと、ベースボール・チャレンジ・リーグ（BCリーグ）優勝チームの新潟アルビレックス・ベースボール・クラブによる、野球独立リーグ日本一の座をかけて行われたグランドチャンピオンシップである。
初出場の新潟が、過去3回出場の香川を3勝0敗で下し、BCリーグチームが連覇した。BCリーグチームは前年の石川ミリオンスターズに続いてストレート勝ちを収め、試合は2年越しで6連勝となった。また、初出場チームが過去に出場実績のあるチームを破ったのは初めてである。
MVP表彰は今年度は実施されなかった。
このとき新潟を率いた監督の高津臣吾は、9年後の2021年、日本シリーズで東京ヤクルトスワローズ監督として優勝を達成している。

## 日程
以下の予定であった。
- 第1・2戦は10月20・21日にレクザムスタジアム
- 第3-5戦は10月27日に長岡市悠久山野球場、10月28日・10月29日にHARD OFF ECOスタジアム新潟

- 予備日はアイランドリーグラウンドが10月22・23日（レクザムスタジアム）、BCリーグラウンドが10月30・31日（ハードオフ新潟）、11月1日（三條機械スタジアム）。

## 試合結果

### 第1戦
10月20日　レクザムスタジアム　開始18:01（試合時間：2時間59分）　入場者数1,277人
| 新潟 | 0 | 0 | 0 | 2 | 0 | 0 | 0 | 0 | 0 | 2 |
| 香川 | 0 | 0 | 0 | 0 | 0 | 0 | 0 | 0 | 0 | 0 |

（新）○寺田（1勝）、間曽（1セーブ）－平野

（香）●渡辺（1敗）、西村、大場、後藤、プルータ－大川、星野

### 第2戦
10月21日　レクザムスタジアム　開始18:01（試合時間：3時間23分）　入場者数1,002人
| 新潟 | 0 | 1 | 1 | 0 | 0 | 1 | 1 | 0 | 0 | 4 |
| 香川 | 2 | 0 | 0 | 0 | 0 | 1 | 0 | 0 | 0 | 3 |

（新）○阿部（1勝）、羽豆、ロバート、間曽（2セーブ）－平野

（香）山野、西村、●プルータ（1敗）、大場、後藤、酒井－星野

本塁打

（新）清野1号

### 第3戦
10月27日　長岡市悠久山野球場　開始12:32（試合時間：2時間44分）　入場者数2,734人
| 香川 | 0 | 0 | 0 | 0 | 0 | 0 | 0 | 0 | 0 | 0 |
| 新潟 | 0 | 2 | 0 | 0 | 4 | 0 | 0 | 0 | X | 6 |

（香）●山野（1敗）、西村、後藤、大場、中野、渡辺、酒井－星野

（新）○寺田（2勝）－平野

本塁打

（新）平野1号